# 安息歌
《安息歌》為中國紅色歌曲，原名《安息吧，死難的同學》，1945年由上海聖約翰大學學生成幼殊作詞，錢大衛作曲。為紀念一二·一事件西南聯大死難的烈士所作。即葬於今雲南省昆明市雲南師範大學本部校園東北方的于再、潘琰、李魯連、張華昌四位烈士。

## 簡介

### 創作
1945年，抗日戰争勝利後，中国民眾對國共兩黨和平有著熱切盼望，11月25日雲南昆明的西南聯大出現反內戰集會，一時之間有多達五千人參與，隔日爆發大規模示威，軍警前去阻擋。12月1日出現军警投掷手榴彈攻擊學生的慘劇，造成4名學生死亡，25名學生輕重傷。
上海聖約翰大學學生，也是中共地下黨員的成幼殊，譜寫了《安息吧，死難的同學》，作曲者是同校的學生錢大衛。1946年1月13日在上海举行的紀念昆明死難烈士公祭大會上散發這首歌曲的鉛印單頁，作詞署名金沙，作曲署名魏淇。

### 流行
這首歌於上海的公祭昆明死難烈士萬人集會演唱之後，伴隨著反內戰運動的迅猛發展而傳唱全國。1947年南京、天津等大城市爆發「五二〇」反內戰、要和平學生運動，來自台灣的學生張璧坤也在其間。10月浙江大學學生會主席於子三被害使得這首歌在校際之間傳唱。北平，燕京大學學生唱著這首歌走上街頭，北洋大學学生則將這首歌改為《安息吧！民主的鬥士》，浙江大學則改為《子三烈士追悼歌》。
1949年4月1日南京發生的反內戰、要和平民主的請願，再次受到無情的鎮壓，當時學生們都曾高唱著這首歌。
1947年，中共派遣中共蘇區共產黨員徐懋德到台灣，化名李絜，依照蘇州地下黨發展模式，在台灣中等學校以上發展組織，並利用大陸學潮期間參與的地下黨為骨幹，向台大、師大等高等學校發展，成立了中國共產黨台灣省工作委員會學生工作委員會，在校際間發展共產黨員，並推動「反內戰、反飢餓、要和平」運動，教唱《你是燈塔》(跟著共產黨走)、《國際歌》、《團結就是力量》、《安息歌》等。1949年四六事件後，許多地下黨潛逃回大陸，徐懋德將學生工作委員會交給楊廷椅，共产黨在台湾的學生工作受到很大的挫敗。
由於不知道真正的作者，在台灣這首歌則長期被誤以為是郭沫若所作。如顏世鴻先生在著作青島東路三號中提及：「由北面的台北案的押房傳來《安息歌》的歌聲，……傳說，詞是郭沫若寫的」。顏世鴻回憶當時軍法處執行槍決的清晨，女監常會有人唱《安息歌》替死難者送行。
2017年白色恐怖受難者蔡焜霖《上溫柔的勇氣：蔡焜霖牢獄與思念之歌》中演繹了這首歌
1999年，在慶祝上海解放50週年和中华人民共和国建國50週年的群眾集會上，這首歌再次震響上海的天空。

### 歌詞
《安息吧，死難的同學》原作成幼殊作詞，錢大衛作曲

安息吧，死難的同學

別再為祖國擔憂

你們的血照亮著路

我們會繼續前走

你們真值得驕傲

更令人惋惜悲傷

冬天有淒涼的風

卻是春天的搖籃

安息吧，死難的同學

別再為祖國擔憂

現在是我們的責任

去爭取民主自由

《安息歌》台灣白色恐怖時期版本

安息吧，死難的同志

別再為祖國擔憂

你流的血照亮著路

指引我們向前走

你是民族的光榮

你為愛國而犧牲

冬天有淒涼的風

卻是春天的搖籃

安息吧，死難的同志

別再為祖國擔憂

你流著血照亮的路

我們繼續向前走